# Ander Iturraspe
Ander Iturraspe Derteano (Abadiño, 1989. március 8. –) spanyol válogatott labdarúgó.

## Sikerei, díjai

### Klub
- Athletic Bilbao:
  - Európa-liga döntős: 2011-12
  - Spanyol kupa döntős: 2008-09, 2011-12, 2014-15
  - Spanyol szuperkupa döntős: 2009

## Statisztika
2020. június 25. szerint
| Club            | Season         | Bajnokság | Bajnokság | Kupa     | Kupa  | Nemzetközi | Nemzetközi | Egyéb    | Egyéb | Összesen | Összesen |
| Club            | Season         | Mérkőzés  | Gólok     | Mérkőzés | Gólok | Mérkőzés   | Gólok      | Mérkőzés | Gólok | Mérkőzés | Gólok    |
| --------------- | -------------- | --------- | --------- | -------- | ----- | ---------- | ---------- | -------- | ----- | -------- | -------- |
| Baskonia        | 2007–08        | 30        | 1         | –        | –     | –          | –          | –        | –     | 30       | 1        |
| Baskonia        | Összesen       | 30        | 1         | –        | –     | –          | –          | –        | –     | 30       | 1        |
| Bilbao Athletic | 2007–08        | 3         | 0         | –        | –     | –          | –          | –        | –     | 3        | 0        |
| Bilbao Athletic | 2008–09        | 26        | 1         | –        | –     | –          | –          | –        | –     | 26       | 1        |
| Bilbao Athletic | 2009–10        | 11        | 0         | –        | –     | –          | –          | –        | –     | 11       | 0        |
| Bilbao Athletic | Összesen       | 40        | 1         | –        | –     | –          | –          | –        | –     | 40       | 1        |
| Athletic Bilbao | 2008–09        | 4         | 0         | 1        | 0     | –          | –          | –        | –     | 5        | 0        |
| Athletic Bilbao | 2009–10        | 15        | 0         | 0        | 0     | 3          | 0          | 1        | 0     | 19       | 0        |
| Athletic Bilbao | 2010–11        | 17        | 0         | 1        | 0     | –          | –          | –        | –     | 18       | 0        |
| Athletic Bilbao | 2011–12        | 35        | 1         | 8        | 0     | 15         | 0          | –        | –     | 58       | 1        |
| Athletic Bilbao | 2012–13        | 30        | 0         | 2        | 0     | 9          | 0          | –        | –     | 41       | 0        |
| Athletic Bilbao | 2013–14        | 33        | 0         | 5        | 0     | 0          | 0          | –        | –     | 38       | 0        |
| Athletic Bilbao | 2014–15        | 25        | 2         | 6        | 0     | 7          | 0          | –        | –     | 38       | 2        |
| Athletic Bilbao | 2015–16        | 16        | 0         | 4        | 0     | 8          | 0          | –        | –     | 28       | 0        |
| Athletic Bilbao | 2016–17        | 24        | 0         | 3        | 0     | 5          | 0          | –        | –     | 32       | 0        |
| Athletic Bilbao | 2017–18        | 30        | 0         | 1        | 0     | 7          | 0          | –        | –     | 38       | 0        |
| Athletic Bilbao | 2018–19        | 3         | 0         | 2        | 0     | –          | –          | –        | –     | 5        | 0        |
| Athletic Bilbao | Összesen       | 232       | 3         | 33       | 0     | 54         | 0          | 1        | 0     | 320      | 3        |
| RCD Espanyol    | 2019–20        | 8         | 0         | 3        | 0     | 7          | 0          | –        | –     | 18       | 0        |
| RCD Espanyol    | Összesen       | 8         | 0         | 3        | 0     | 7          | 0          | 0        | 0     | 18       | 0        |
| Teljes karrier  | Teljes karrier | 310       | 5         | 36       | 0     | 61         | 0          | 1        | 0     | 400      | 5        |